# Mike Omer
Mike Omer, ps. „Alex Rivers” (hebr. מיכאל עומר, ur. 20 czerwca 1979 w Jerozolimie) – izraelski autor powieści sensacyjnych piszący w języku angielskim.

## Życiorys
Syn izraelskiego profesora psychologii Haima Omera. Spędził część dzieciństwa w Bostonie w Stanach Zjednoczonych, gdzie biegle opanował język angielski. Pracował jako dziennikarz i programista komputerowy, w 2018 odniósł sukces jako pisarz, gdy jego powieść Umysł zabójcy (2018) znalazła się na amerykańskich listach bestsellerów.
Książki Mike’a Omera przełożono na przeszło 16 języków i sprzedano w nakładzie ponad miliona egzemplarzy. Figurowały na listach bestsellerów  „New York Timesa” i „Washington Post”. Laureat nagrody Rosyjski Detektyw (Русский детектив) 2020 w kategorii pisarzy zagranicznych, LiveLib Readers’ Choice Award for Detective Fiction oraz Thomas & Mercer Silver Raven Award.
Publikował książki pod nazwiskiem Mike Omer, a także pod pseudonimem Alex Rivers.

## Powieści wydane pod nazwiskiem Mike Omer

### CyklGlenmore Park
- Pajęcza sieć (Spider’s Web, 2016), wyd. polskie 2021, przeł. Robert Ginalski, ISBN 978-83-8139-818-3
- Zabójcza sieć (Deadly Web, 2016), wyd. polskie 2022, przeł. Robert Ginalski, ISBN 978-83-8139-819-0
- W sieci strachu (Web of Fear, 2016), wyd. polskie 2022, przeł. Robert Ginalski, ISBN 978-83-8139-820-6

### Cykl o Zoe Bentley
- Umysł zabójcy (A Killer’s Mind, 2018), wyd. polskie 2020, przeł. Tomasz Wyżyński, ISBN 978-83-8139-225-9
- W ciemnościach (In the Darkness, 2019), wyd. polskie 2020, przeł. Tomasz Wyżyński, ISBN 978-83-8139-477-2
- Gęstsza od krwi (Thicker Than Blood, 2020), wyd polskie 2021, przeł. Robert Ginalski, ISBN 978-83-8139-731-5

### CyklTajemnice Abby Mullen
- Zgubny wpływ (A Deadly Influence, 2021), wyd. polskie 2023, przeł. Robert Ginalski, ISBN 978-83-8289-688-6
- Fałszywe intencje (Damaged Intentions, 2022), wyd. polskie 2023, przeł. Robert Ginalski, ISBN 978-83-8289-400-4
- Paląca obsesja (A Burning Obsession, 2022), wyd. polskie 2024, przeł. Robert Ginalski, ISBN 978-83-8289-847-7